# MTV Video Music Awards Japan 2008
Los 2008 MTV Video Music Awards Japan fueron el 31 de mayo en el Saitama Super Arena en Saitama, Japón.

## Video del Año
- Exile — "I Believe"
- Kanye West — "Stronger"
- Mr.Children — "Irodori"
- Rihanna con Jay-Z — "Umbrella"
- Tokyo Jihen — "Osca"

## Álbum del Año
- Avril Lavigne — The Best Damn Thing
- Exile — Exile Love
- Ketsumeishi — Ketsunopolice 5
- Kumi Kōda — Kingdom
- Ne-Yo — Because of You

## Mejor Video Masculino
- Chris Brown con T-Pain — "Kiss Kiss"
- Ken Hirai — "Fake Star"
- Ne-Yo — "Because of You"
- Seamo — "Cry Baby"
- Tamio Okuda — "Mugen no Kaze"

## Mejor Video Femenino
- Ai Otsuka — "Peach"
- Alicia Keys — "No One"
- Fergie — "Big Girls Don't Cry"
- Kumi Kōda — "Ai no Uta"
- Mika Nakashima — "Life"

## Mejor Video de Grupo
- M-Flo Loves Emi Hinouchi y Ryohei y Emyli y Yoshika y Lisa — "Love Comes and Goes"
- Maroon 5 — "Makes Me Wonder"
- Mr.Children — "Irodori"
- Rip Slyme — "I.N.G"
- Sum 41 — "Underclass Hero"

## Mejor Artista Nuevo en un Video
- Amy Winehouse — "Rehab"
- Erika — "Free"
- Mika — "Grace Kelly"
- Motohiro Hata — "Uroko"
- Satomi Takasugi — "Tabibito"

## Mejor Video Rock
- 9 mm Parabellum Bullet — "Discommunication"
- Foo Fighters — "The Pretender"
- L'Arc~en~Ciel — "Seventh Heaven"
- Linkin Park — "What I've Done"
- Radwimps — "Order Made"

## Mejor Video Pop
- Ai Otsuka — "Peach"
- Avril Lavigne — "Girlfriend"
- Fergie — "Clumsy"
- M-Flo Loves Emi Hinouchi y Ryohei y Emyli y Yoshika y Lisa — "Love Comes and Goes"
- Yui — "Love & Truth"

## Mejor Video R&B
- AI — "I'll Remember You"
- Chris Brown con T-Pain — "Kiss Kiss"
- Mary J. Blige con Lil Mama — "Just Fine"
- Miliyah Kato con Wakadanna — "Lalala(Shonnanokaze)"
- Namie Amuro — "Hide & Seek"

## Mejor Video Hip-Hop
- 50 Cent con Justin Timberlake, Timbaland — "Ayo Technology (She Wants It)"
- Kanye West — "Stronger"
- Kreva — "Strong Style"
- Rip Slyme — "I.N.G"
- Zeebra con Jesse — "Not Your Boyfriend"

## Mejor Video Reggae
- Fire Ball — "Place in your Heart"
- Mavado — "Dreaming"
- Pushim — "Hey Boy"
- Sean Kingston — "Beautiful Girls"
- Shonannokaze — "Suirenka"

## Mejor Video Dance
- The Chemical Brothers — "Do It Again"
- Denki Groove — "Shounen Young"
- Justice — "D.A.N.C.E"
- Ryukyudisko con Beat Crusaders — "Nide Day"
- Shinichi Osawa — "Our Song (A Lonely Girl Ver.)"

## Mejor Video de una Película
- Hikaru Utada — "Beautiful World" (Evangelion: 1.0 You Are (Not) Alone)
- Ketsumeishi — "Deai no Kakera" (Kage Hinata ni Saku)
- Linkin Park — "What I've Done" (Transformers)
- Snow Patrol — "Signal Fire" (Spider-Man 3)
- Yui — "Love & Truth" (Closed Note)

## Mejor Colaboración
- Beyoncé y Shakira — "Beautiful Liar"
- Kumi Kōda con Tohoshinki — "Last Angel"
- Timbaland con The Hives — "Throw It On Me"
- Toshinobu Kubota meets Kreva — "M☆A☆G☆I☆C"
- Yuna Itō x Céline Dion — "Anata ga iru kagiri ~A World to Believe in~"

## Mejor Canción Karaoke
- Avril Lavigne — "Girlfriend"
- Exile — "Toki no Kakera"
- Mika Nakashima — "Life"
- Ne-Yo — "Because of You"
- Shonan-no-Kaze — "Suireka"

## buzz ASIA

### Japón
- AAA — "Mirage"
- AI — "I'll Remember You"
- DJ Ozma — "Tokyo Boogie Back"
- Double — "Spring Love"
- Micro — "Hana Uta"

### Corea
- Cherry Filter — "Feel It"
- Clazziquai — "Robótica"
- JYP — "Kiss"
- Leessang — "Ballerino"
- T — "Did You Forget"

### Taiwán
- Andy Lau — "One"
- Eason Chan — "Long time no see"
- Jay Chou — "Cowboy On The Run"
- Soda green — "Incomparable Beauty"
- Wang Leehom — "Falling Leaf Returns to Root"

## Premios Especiales
- MTV Vanguardia:  Mariah Carey
- MTV Rock The World:  Takeshi Kobayashi & Kazutoshi Sakurai
- Premio Red Hot:  Infinity 16

- Datos: Q795721